# Âm Bình
Âm Bình (giản thể: 阴平; phồn thể: 陰平) là một đơn vị hành chính cổ đại cấp quận thuộc tỉnh Cam Túc, Trung Quốc ngày nay.

## Lịch sử
Quận Âm Bình vốn là vùng đất có nhiều người Đê và một phần người Khương cư trú thuộc quận Quảng Hán, do Bắc bộ Đô úy (廣漢北部都尉) trấn giữ, quản lý bốn huyện (Riêng sách Thông điển chép là Nam bộ Đô úy). Đất cũ của quận Âm Bình phần lớn thuộc huyện Văn, Lũng Nam, Cam Túc và tây bắc huyện Bình Văn, Miên Dương, Tứ Xuyên ngày nay.
Năm 109, dưới thời Hán An Đế (106–125), ba đạo Âm Bình (陰平道), Điện Đê (甸氐道), Cương Đê (剛氐道) được tách ra từ quận Quảng Hán, tạo thành Quảng Hán thuộc quốc (廣漢屬國), do Đô úy quản lý.
Cuối thời Đông Hán, Quảng Hán thuộc quốc được đặt thành quận Âm Bình (陰平郡), vẫn quản lý ba đạo. Thời Tam Quốc, quận Âm Bình do Tào Ngụy không chế, thuộc Ung Châu. Năm 229, Thừa tướng Quý Hán Gia Cát Lượng phái tướng Trần Thức đánh chiếm hai quận Vũ Đô, Âm Bình. Liêu Hóa trở thành Thái thú Âm Bình (muộn nhất vào năm 238). Năm 263, tướng Ngụy là Đặng Ngải hành quân theo đường núi quận Âm Bình (陰平古道) để đánh chiếm Giang Du, từ đó tiêu diệt nhà Quý Hán.
Đầu thời Tây Tấn, Âm Bình ban đầu thuộc Lương Châu. Năm 269, Tần Châu thành lập, quận Âm Bình thuộc Tần Châu.
Cuối thời Tây Tấn, loạn lạc nổ ra, dân Âm Bình phần lớn bỏ chạy vào Ích Châu theo Lý Hùng. Triều đình thành lập hai kiều quận Bắc Âm Bình, Nam Âm Bình.
Năm 296, Dương Mậu Sưu lập ra chính quyền Cừu Trì, về sau mở rộng địa bàn chiếm đóng các quận Vũ Đô, Âm Bình, Vũ Hưng. Năm 477, Bắc Ngụy đánh chiếm Gia Lô, giết thủ lĩnh Cừu Trì Dương Văn Độ. Người trong tộc là Dương Quảng Hương chạy đến Âm Bình, tự xưng Âm Bình công (陰平公) hoặc Âm Bình vương (陰平王). Dương Quảng Hương sau đó xin thần phục Bắc Ngụy, được triều đình Bắc Ngụy thừa nhận là Thái thú Âm Bình.
Năm 526, Bắc Ngụy chiếm hữu quận Âm Bình, đổi thành quận Lư Bắc (盧北) hay Lô Bắc (蘆北) thuộc Văn Châu. Thời Bắc Chu, quận Lư Bắc gồm hai huyện Khúc Thủy (曲水县), Chính Tây (正西县). Vẫn có khả năng tồn tại song song hai quận Âm Bình và Lư Bắc.
Năm 584, Tùy Văn Đế xóa bỏ cấp quận, quận Lư Bắc bị xóa sổ, đưa các huyện về Văn Châu quản lý. Đầu thời Đường, năm 618, Khương Mô lấy ba huyện Khúc Thủy, Chính Tây, Trường Tùng (長松县) tái lập quận Âm Bình, về sau xóa bỏ. Thời Thiên Bảo (742–756), Chí Đức (756–758) nhà Đường, Văn Châu đổi tên thành quận Âm Bình, quản lý hai huyện Khúc Thủy, Trường Tùng.

## Nhân khẩu
- Năm 122 (Hán An Đế): 27.110 hộ, 205.652 khẩu.[2]

## Quan cai trị
- Phùng Cổn [zh], Đô úy (thời Hán An Đế).
- Liêu Hóa, Thái thú (?–259).
- Tuy Thụ Vinh (眭绶荣), Thái thú (niên hiệu Thiên Bảo).
- Vi Hạo (韦颢), Thái thú (niên hiệu Thiên Bảo).